# Palm Valley (Texas)
Palm Valley es una ciudad ubicada en el condado de Cameron en el estado estadounidense de Texas. En el Censo de 2010 tenía una población de 1.304 habitantes y una densidad poblacional de 822,68 personas por km².

## Geografía
Palm Valley se encuentra ubicada en las coordenadas 26°12′16″N 97°45′16″O / 26.20444, -97.75444. Según la Oficina del Censo de los Estados Unidos, Palm Valley tiene una superficie total de 1.59 km², de la cual 1.55 km² corresponden a tierra firme y (2.29%) 0.04 km² es agua.

## Demografía
Según el censo de 2010, había 1.304 personas residiendo en Palm Valley. La densidad de población era de 822,68 hab./km². De los 1.304 habitantes, Palm Valley estaba compuesto por el 95.32% blancos, el 0.61% eran afroamericanos, el 0.54% eran amerindios, el 0.69% eran asiáticos, el 0.15% eran isleños del Pacífico, el 1.69% eran de otras razas y el 1% pertenecían a dos o más razas. Del total de la población el 23.54% eran hispanos o latinos de cualquier raza.